# BigSpark
BigSpark B.V. is een Nederlandse online uitgeverij gevestigd in Nijmegen. Het bedrijf publiceert content over consumententechnologie via meerdere websites, waaronder iPhoned, Androidworld, Android Planet en iCulture.

## Geschiedenis
BigSpark werd in 2013 opgericht door Peter Geurts en Otto Hijnen. De overname van Android Planet in daarmee ook de eerste grote overname van BigSpark. In maart 2021 werd het bedrijf overgenomen door de Rotterdamse investeerder Shatho Beheer, dat tevens F&L Media beheert.
In januari 2024 nam BigSpark de tech-site Androidworld over. Per 1 januari 2025 werd iCulture, de grootste Apple-site van Nederland, toegevoegd aan het portfolio van BigSpark/F&L Media.

## Merken
BigSpark beheert de volgende merken:
- Androidworld: nieuwsplatform voor Android-gebruikers in Nederland en België. Volgens de mediakit trekt de site maandelijks ruim 1 miljoen bezoekers.[10][6]
- Android Planet: consumentgerichte nieuws-, koop- en achtergrondsite over Android en mobiele technologie.[11]
- iPhoned: website met nieuws, reviews en koopadvies voor iPhones, abonnementen en accessoires.[12]
- iCulture: Apple-nieuwswebsite die vanaf 1 januari 2025 onderdeel is van BigSpark/F&L Media. iCulture geldt als de grootste Apple-site in Nederland.[1][7]

De sites en bijbehorende apps trekken, volgens BigSpark, maandelijks gezamenlijk ruim 6 miljoen bezoekers (peildatum 2024).

## Activiteiten
Op verschillende platforms van BigSpark zijn ook vergelijkingshulpmiddelen opgenomen voor smartphones en abonnementen. Daarnaast heeft BigSpark in samenwerking met zusterbedrijf F&L Media ook een vergelijker voor private lease-aanbiedingen ontwikkeld voor het automagazine Auto Review.